# Luca Francesconi
Luca Francesconi, född den 17 mars 1956 i Milano, är en italiensk tonsättare och professor.
Francesconi har studerat komposition för Azio Corghi vid konservatoriet i Milano, sedan för bland andra Karlheinz Stockhausen i Rom och Luciano Berio i Tanglewood och arbetade som assistent för honom i tio års tid. Han är sedan 2004 professor i komposition vid Musikhögskolan i Malmö och var dessförinnan lärare vid konservatoriet i Milano. Han har komponerat i de flesta genrer. Hans musik har framförts vid ett flertal festivaler och konserter och han har hållit seminarier runt om i världen och samarbetar med många av de ledande ensemblerna i Europa, som Ensemble Modern, Ensemble InterContemporain, Ictus Ensemble, La Scala-operans orkester med mera.